# Бензил
Бензил је аромачни 1,2-дикетон, са хемијском формулом (С6Н5СО)2 или краће (PhCO)2. Његово системско име по IUPAC-у је 1,2-дифенил-1,2-етандион. Познат је и под другим именима као дибензоил, бибензоил, дифенилглиоксал, дифенилетандион, 1,2-дифенилетан-1,2-дион, 1,2-дифенил-етандион, дифенил-α,β-дикетон. Налази се у чврстом стању. Кристали су му жуте боје.
Овај дикетон се користи као интермедијер у органској синтези. Бензил се такође користи као фотоиницијатор слободних радикала за лечење полимерних мрежа. Ултраљубичасто зрачење раставља бензил, стварајући слободне радикале који се крећу кроз полимерни материјал, стварајући унакрсне везе између индиведуалних полимерних ланаца. Недавно бензил је идентификован као селективни инхибитор ензима карбоксилестераза, протеина укључених у металолизам естерификованих лекова и ксенобиотика.

## Добијање бензила
Бензил се лако може добити оксидацијом бензоина азотном киселином, хлоридом и јодидом. Чак и блага оксидациона средства, као Фелингов раствор или бакар-сулфат у пиридину могу довести до реакције. У пракси се за оксидацију бензоина у бензил најчешће користи бакар-сулфат у пиридину и азотна киселина. Код оксидације бензоина са бакар-сулфатом користи се његов раствор у пиридину, јер пиридин спречавава таложење бакар оксида, није испарљив као амонијак, и понаша се као делимични растварач за бензоин. При оксидацији бензоина са азотном киселином издвајају се отровни оксиди азота, па је синтезу неопходно изводити у дигестору.